# Capon Springs (Virginia Occidental)
Capon Springs es un área no incorporada ubicada dentro del Distrito Capón, una división civil menor del condado de Hampshire (Virginia Occidental), Estados Unidos. Está catalogada como un asentamiento humano por la Junta de Nombres Geográficos de los Estados Unidos.
El número de identificación (ID) asignado por el Servicio Geológico de Estados Unidos es 1560645.

## Geografía
Se encuentra a una altitud de 356 metros sobre el nivel del mar (1168 pies) según el conjunto de datos de elevación nacional.